# Đầm Thị Tường
Đầm Thị Tường (hay đầm Bà Tường) là một đầm nước tự nhiên tại tỉnh Cà Mau, Việt Nam. Đây là đầm nước có diện tích lớn nhất vùng Đồng bằng sông Cửu Long, được mệnh danh là "biển hồ giữa đồng bằng". Đầm nằm cách thành phố Cà Mau 40 km về hướng tây nam, tại ranh giới hai huyện Phú Tân và Trần Văn Thời thuộc tỉnh Cà Mau.